# Neolitska Evropa
Neolitska Evropa je izraz, ki se uporablja za obdobje med mezolitikom in bronasto dobo v Evropi, približno med 7. tisočletjem pr. n. št. (približno datiranje prvih poljedelskih skupnosti v Grčiji) do okoli 17. stoletja pr. n. št. (začetek bronaste dobe v severozahodni Evropi). Trajanje neolitika je različno od območja do območja, konec pa označuje uvedba bronastih predmetov: v jugovzhodni Evropi je to okoli leta 4000, v severozahodni Evropi je pod 3000 (med 4500 in 1700 pr. n. št.). 